# Banchus canadensis
Banchus canadensis là một loài tò vò trong họ Ichneumonidae.